# 维拉尔多内勒
维拉尔多内勒（法語：Villardonnel，法語發音：[vilaʁdɔnɛl] ⓘ）是法国奥德省的一个市镇，属于卡尔卡松区。

## 地理
维拉尔多内勒（43°20'8"N, 2°18'41"E）面积16.63 平方千米，位于法国奧克西塔尼大區奥德省，该省份为法国南部沿海省份，北起塔恩省，西北接上加龙省，西接阿列日省，南至东比利牛斯省，东临地中海，东北与埃罗省接壤。
与维拉尔多内勒接壤的市镇（或旧市镇、城区）包括：阿拉贡、奥尔比耶勒河畔孔克、屈克萨克卡巴代斯、弗赖斯卡巴代斯、萨尔西涅、维拉尼耶尔。

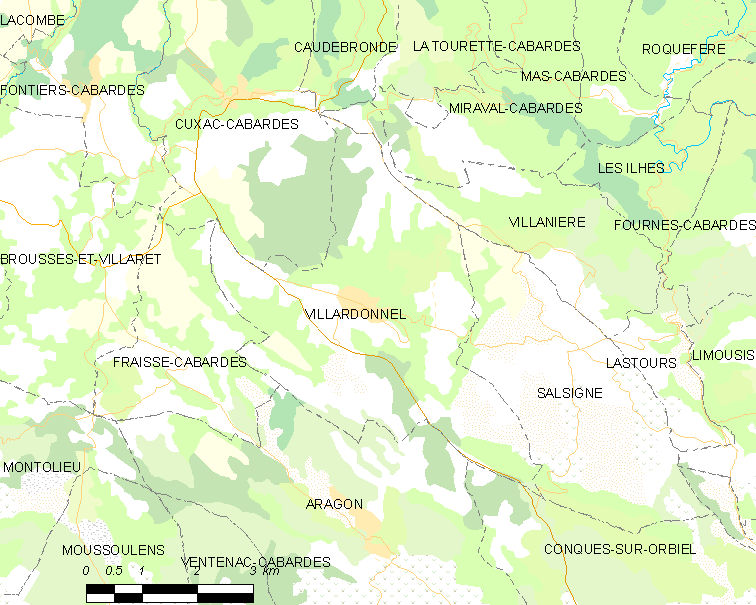
维拉尔多内勒的OSM定位图

维拉尔多内勒的时区为UTC+01:00、UTC+02:00（夏令时）。

## 行政
维拉尔多内勒的邮政编码为11600，INSEE市镇编码为11413。

## 政治
维拉尔多内勒所属的省级选区为奥尔比耶勒河谷县。

## 人口

1962-2008年间维拉尔多内勒人口变化图示

维拉尔多内勒于2022年1月1日时的人口数量为510人。